# يان جونسون (لاعب كرة قدم أمريكية)
يان جونسون (بالإنجليزية: Ian Johnson)‏ هو لاعب كرة قدم أمريكية أمريكي، ولد في 10 أكتوبر 1986 في مونروفيا في الولايات المتحدة.

## وصلات خارجية
- يان جونسون على موقع مرجع كرة القدم المحترفة.كوم (الإنجليزية)